# Мо Сизляк
Морріс «Мо» Лестер Сизляк (англ. Morris "Moe" Lester Szyslak) — один з вигаданих персонажів мультсеріалу Сімпсони. Мо — власник і бармен пивного бару «Таверна Мо», де Гомер й інші герої серіалу проводять багато часу. Його бар одне з характерних, стереотипних місць, де збираються чоловіки Спрінгфілда.

## Походження персонажу
Персонаж Мо Сизляка базований на реальній особі — бармені з м. Джерзі-Сіті, штату Нью-Йорк Луїса Дойча. Луїс прославився тим, що невідомі жартівники постійно дзвонили до його бару і просили покликати до телефону неіснуючих осіб. Доволі популярним жартом було прохання покликати Ела Кахоліка (Al Coholic), що у вимові Луїса звучало як «алкоголіка» і викликало сміх присутніх у барі. Ці жарти, а особливо нервова і неадекватна реакція на них Луїса Дойча стали доволі популярними, записувалися на плівку, яку одного разу й придбав творець серіалу Мет Ґрейнінґ. Він вирішив додати персонаж Мо Сизляка до складу дійових осіб мультфільму, дещо допрацював загальний облик бармена і включив телефонні жарти в сюжет серіалу. Сценаристи значно розширили репертуар жартів, які Барт, а іноді й Ліса розігрують над Мо у його таверні.

## Біографічні дані
Точні дані про етнічне походження Мо Сизляка невідомі. У різних епізодах він має то італійські, то польські та навіть нідерландські корені. В одному з епізодів стверджується, що його родоначальниками були бармени одного з російських царів. На те, що Мо іммігрант з Нідерландів, та до того ще й нелегальний, натякалося в декількох епізодах. В інших серіях, проте, стверджувалося, що він народився у штаті Індіана — зокрема він зображений хлопцем з надзвичайними акторськими здібностями. Його дитяча акторська кар'єра скінчилася, коли з ревнощів за вкрадений монолог він вбив іншого відомого дитячого актора, за що його і звільнили. Його кар'єра на телебаченні відновлюється на короткий час пізніше, коли завдяки пластичній операції він змінив свою зовнішність і став улюбленцем жінок. Приваблива зовнішність Мо настільки незвичайна і нехарактерна для нього, що ці пригоди довго не тривають і він повертається до свого потворного стану у якому він сам зізнається, що почуває себе комфортніше. В одному епізоді він зізнався, що йому 46 років і він голландець.

### Зовнішність та характер
Корені капосного характеру Мо спостерігаються ще в дитинстві. Наприклад, його батьки залишили маленького Мо у літньому таборі та назавжди забули його забрати. Саме в цьому таборі він перший раз стає жертвою відомих телефонних жартів, цього разу від Мардж Сімпсон. Мо має дуже неприємну зовнішність, мабуть, тому що раніше був професійним боксером. Саме через бокс його обличчя стало потворним, він втратив акторську роботу і його характер став від того злісним. Крім того, в декількох серіях Мо має схильність до насильства, та зокрема до самогубства. Наприклад, він так часто дзвонив за телефоном служби допомоги самогубцям та докучав її працівникам, що його телефон урешті-решт заблокували. В багатьох сценах групового вандалізму та розлюченого натовпу — Мо один з перших. Він часто свариться з усіма і вживає ненормативну лексику.
Попри це, Мо має сентиментальні риси характеру, які не зовсім узгоджуються з його зовнішністю. Виявляється, що він здатний до теплих ніжних почуттів до інших, зокрема до барного кота Снукамса, який дуже схожий на лиса, якого дуже любить та до багатьох щурів, що живуть у його таверні. Також щосереди він читає книжки бездомним у місцевій нічліжці та хворим дітям у лікарні. Мо займається благодійною діяльністю у Африці та південній Америці, неодноразово рятує Гомера та його сім'ю з різних кепських пригод, заступається за Сімпсонів перед іншими і готовий надати Гомеру допомогу і навіть взяти з ним участь у різних махінаціях. Хоча він прагне заробити якомога більше грошей зі своїх відвідувачів, він вважає деяких з них своєю сім'єю, так Барні Ґамбл майже приписаний в барі і Мо навіть має спеціальну машину, яка забирає знепритомнілого Барні з вулиць Спрінгфілда.

### Романтичні пригоди
Завдяки неприємній зовнішності та не зовсім ординарній поведінці Мо не користується особливою прихильністю жінок. Попри це, у серіалі з ним траплялося декілька романтичних пригод, зокрема з Колетте та Рене. Сам факт, що ці жінки погодилися мати з ним щось спільне, сильно дивувало його і викликало різні підозри. Романтичні пригоди Мо як правило штовхали його на різні необдумані, і іноді і злочинні кроки: від масової розтрати грошей до фальсифікації страховки та крадіжки. Усі невеличкі романи кінчалися однаково — втечею жінки від Мо. Єдиним винятком були стосунки Мо з його прихильницями після пластичної операції, коли він став знаменитим актором, серцеїдом і мрією усіх жінок Спрінгфілду. Мо ніколи не приховував свого кохання до Мардж Сімпсон, навіть намагався декілька разів розірвати їхній шлюб з Гомером. Хоча сам Гомер як правило був до цього байдужий, Мардж, як і інші жінки, постійно відмовляла Мо, що ще більше злило його та укорінювало його зневіру в самому собі.

## Мо у барі
У барі «Таверна Мо» — він не тільки власник, а, й за винятком декількох випадків, бармен, який бере участь у багатьох розмовах та подіях, що відбуваються там. Його незмінний на постійний клієнт — невиліковний алкоголік Барні Ґамбл, однак разом з ним у таверні проводять багато часту й інші постійні відвідувачі, зокрема Гомер Сімпсон, Ленні Леонард, Карл Карлсон та Сем і Леррі. Mo — відомий скупиндряга; у своєму барі він ніколи нічого не дає безкоштовно, а коли у клієнтів кінчаються гроші, він безцеремонно викидає їх на вулицю. Єдиним його бажанням є, щоб його клієнти пили якомога більше і платили за це, він навіть позабирав усі ігри та розваги з бару, бо «люди п'ють менше, коли їм добре.»
У барі Mo продає здебільшого пиво «Кнур», про інші вина і напої він знає мало; відомо, що пляшки дорогих напоїв позаду бару намальовані, а одного разу усього за декілька доларів він ненароком продав пляшку колекційного вина. Коли з'являється щось привабливіше, він не вагаючись залишає свій бар, виганяючи постійних клієнтів і друзів на вулицю. Одного разу Мо вдалося перетворити свою жалюгідну таверну на сучасний, крутий бар, наприклад коли він отримав від Гомера рецепт суперпопулярного коктейлю «Гарячий Гомер», який він переробив у «Гарячий Мо».У грі «Сімпсони Вдар і Тікай» у барі Мо можна за допомогою кнопки «Діяти» видути «Гарячий Мо». Іншим випадком трансформації бара було коротке та невдале відкриття «Сімейного ресторану дядечка Мо».
За ініціативи Мо, в барі також проводяться різні нелегальні операції, такі як, наприклад викрадення та переховування екзотичних тварин, нелегальні сеанси гри в «російську рулетку» у підпільному казино. До того ж бар ще з 1973 р. працює без ліцензії, той дозвіл, що висить на стіні підписаний самим Мо і дійсний тільки у штаті Род-Айленд. Іншими нелегальними діями у барі були продаж алкоголю разом з Гомером під час тимчасового «сухого закону» та навіть проведення операції на людині некваліфікованими особами.

## Телефонні розіграші
Дзвінки до Мо — це прикол, придуманий Бартом Сімпсоном для того, щоб знущатися з Мо, який відомий неадекватною поведінкою і ніколи не розуміє жартів. Жарти базувалися на реальних подіях у схожому на Таверну Мо барі у Нью-Джерсі з злим барменом на ім'я Люіс Дойч. Невідомі жартівники дзвонили до бару і просили дати людей зі смішними іменами. Ал Коголік — вигаданий ними жарт. Дойч, як і Мо неадекватно реагував і погрожував вбити їх.
Сценаристи значно розширили діапазон жартів і Барт протягом перших сезонів став регулярно дзвонити до Мо.
Часто Барт Сімпсон дзвонить в таверну Мо і просить покликати до телефону людину з вигаданими іменем та прізвищем, наприклад Клав Яна (Мо: "Народ, у нас є Яна Клав (я наклав)? Чуєте, у нас є Яна Клав?) — епізод «Одіссея Гомера», 3 серія, 1 сезон, Ал Коголік (Мо: У нас є Ал Коголік (алкоголік)? Хто тут Ал Коголік?) — епізод «Надзвичайно приємний вечір», 13 серія, 1 сезон., Ел Коз (Мо: Так, хто тут у нас Коз Ел (козел)? — епізод «Надзвичайно приємний вечір», 13 серія, 1 сезон. Якщо вимовити їх швидко, то ті звучатимуть як непристойне словосполучення або фраза. Мо починає кликати людину, усі присутні в барі сміються. Коли бармен розуміє, що над ним пожартували, починає кричати у слухавку і проклинати Барта. Загалом, до Мо зі схожими дзвінками дзвонили і Ліса, і Скіннер і Лора Пауерс і навіть Бернс, який шукав Смізерса. У барі дзвінки до Мо сприймаються як масні жарти і вони усім подобаються не у останню чергу за те, що Мо смішно реагує на жарти.
Барт майже не дзвонить до Таверни Мо з 10 сезону, хоча з 14 вирішує знову зайнятися цим. Спершу Ліса теж підтримує Барта, але згодом критикує його за це. З серіалу видається, що Мо чудово знає хто дзвонить до таверни, однак при самій зустрічі з Бартом відноситься до нього досить дружньо. У 4 сезоні, Мо ледь не вбиває Джимбо Джонса, яким представився Барт, тому Мо або досі вважає що це Джимбо або грає на публіку. У серії «Бернс продає АЕС», Барт признається, що дзвонить до Мо, але той каже, що не тримає на нього зла, хоча часто йому погрожує.
Список імен, використаних Бартом для розіграшів:
- Al Coholic — «Alcoholic» («Алкоголік»)
- Oliver Clothesoff — «All of her clothes off» («Зняти з неї весь одяг»)
- I.P. Freely — «I pee freely» («Я пісяю вільно»)
- Jacques Strap — «Jock strap» («Бондаж»)
- Seymour Butz — «See more butts» («Бачити більше задів»)
- Homer Sexual — «Homosexual» («Гомер Сексуаліст») — у російському, більше культурному перекладі цього було не допущено і перекладено як «Сексуальний Гомер»
- Mike Rotch — «My crotch» («Моя проміжність»)
- Hugh Jass — «Huge ass» («Величезний зад») — цей жарт обернувся проти Барта, коли чоловік з таким ім'ям відповів на дзвінок.
- Amanda Hugginkiss — «A man to hug and kiss» («Мужик, щоб обнімати і цілувати»)
- Olly Tabugar — «I'll eat a booger» («Я з'їм козюльку»)
- Heywood U. Cuddleme — «Hey would you cuddle me» («Гей, може обіймеш мене»)
- Ivanna Tinkle — «I wanna tinkle» («Я хочу попісяти»)

## Цікаві факти
- В першому сезоні у Мо чорне волосся, в наступних - сиве.